# Rock Star: Supernova
Rock Star: Supernova es el nombre de la segunda temporada el reality show estadounidense Rock Star. El programa, presentado por Dave Navarro y Brooke Burke, mostraba a 15 participantes cuyo premio era convertirse en el vocalista de un supergrupo formado por el baterista de Mötley Crüe, Tommy Lee, el bajista ex-Metallica, Jason Newsted y el guitarrista ex-Guns N' Roses, Gilby Clarke. En la anterior versión del programa, titulada Rock Star: INXS, 15 concursantes compitieron para convertirse en el nuevo vocalista de la banda de pop rock australiana INXS.
El 13 de septiembre de 2006 Lukas Rossi fue elegido como el ganador del concurso.